# Bradycellus nitidus
Bradycellus nitidus är en skalbaggsart som beskrevs av Pierre François Marie Auguste Dejean. Bradycellus nitidus ingår i släktet Bradycellus och familjen jordlöpare. Inga underarter finns listade i Catalogue of Life.